# خودروی موتور جلو-محور عقب

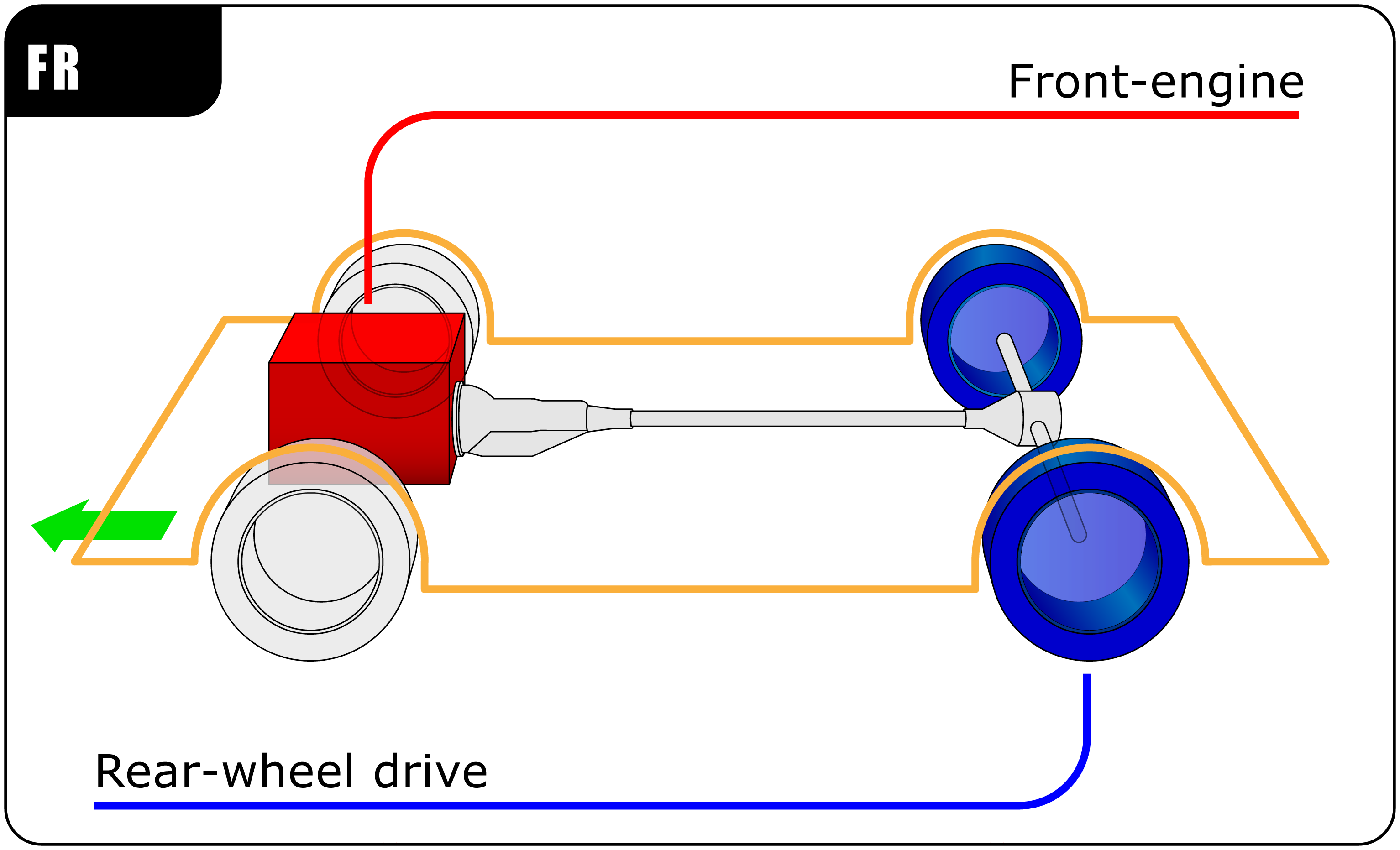
FR

خودرو موتور جلو-محور عقب (FR) به آن دسته از خودروهایی گفته می‌شود که موتور خودرو در قسمت جلوی خودرو قرار گرفته و محور عقب محرک باشد

## خودرو موتور وسط جلو-محور عقب (FMR)
خودرو موتور وسط رو به جلو-محور عقب (FMR) به آن دسته از خودروهایی گفته می شود که موتور خودرو در قسمت جلوی خودرو کمی عقب تر از محور جلو قرار گرفته و محور عقب متحرک باشد. نمونه های از این خودروها

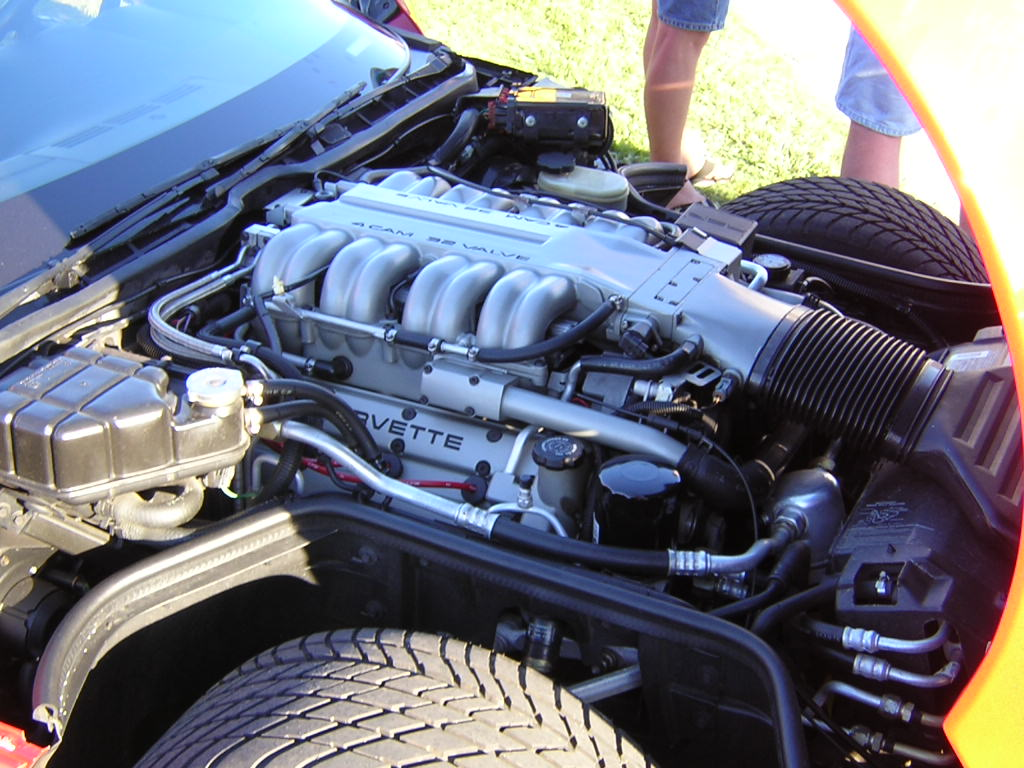
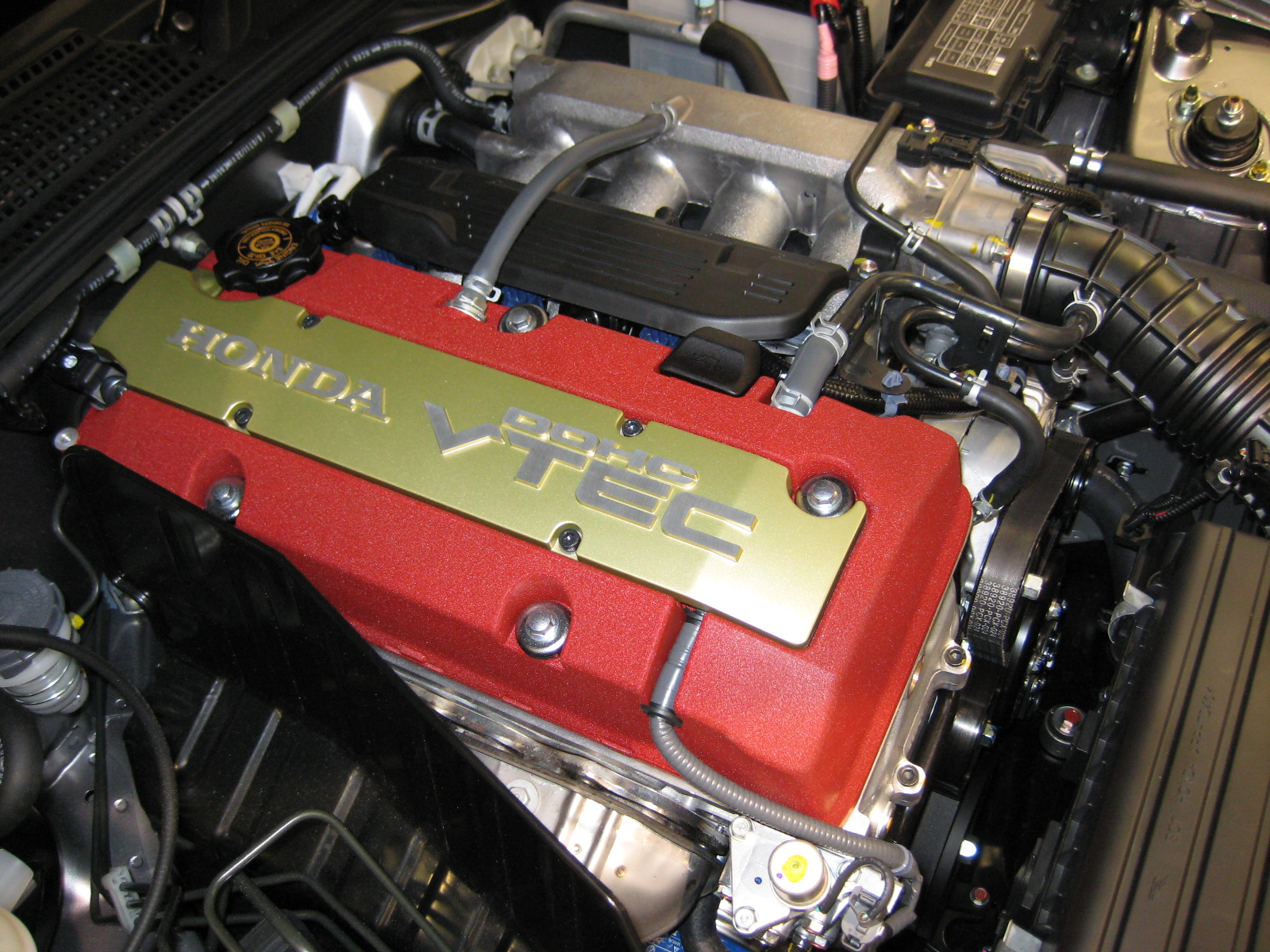
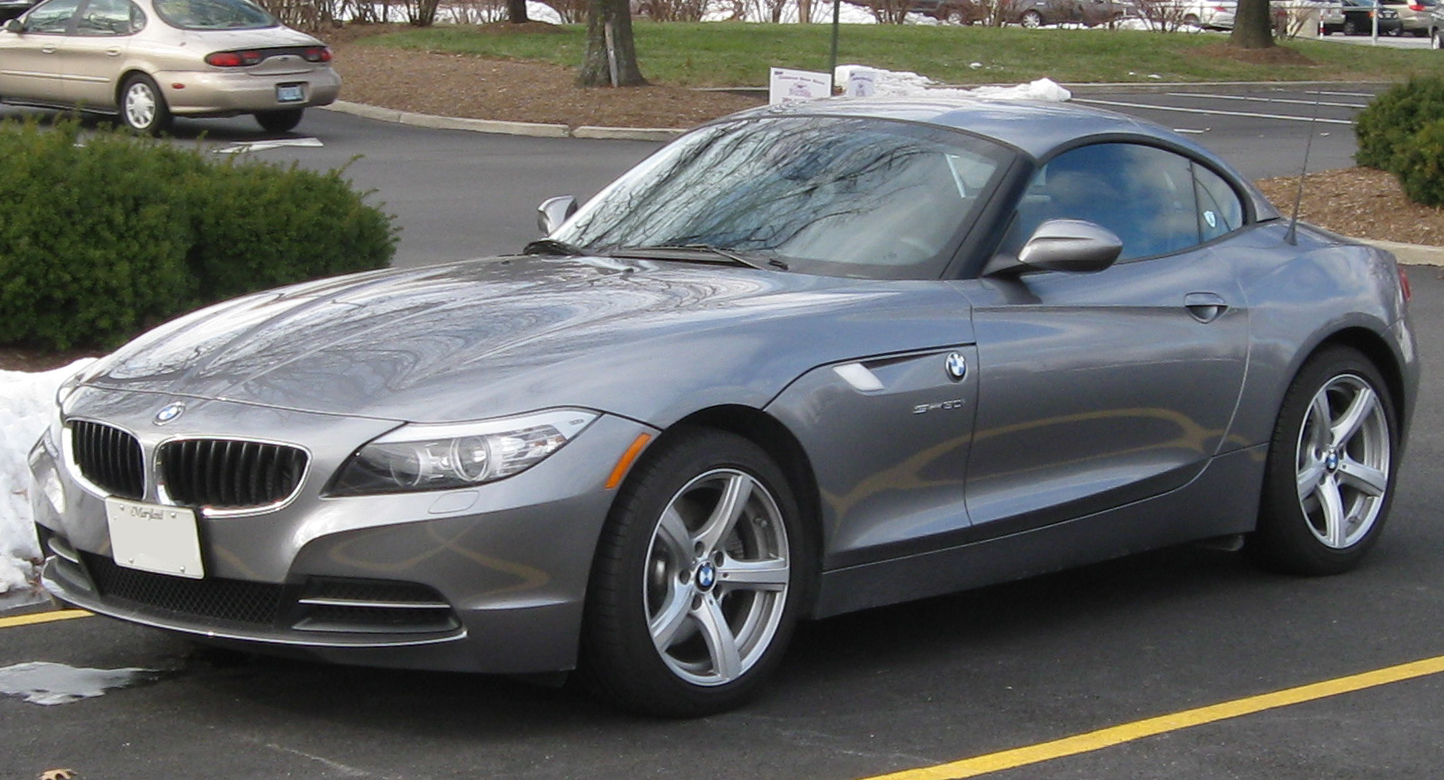
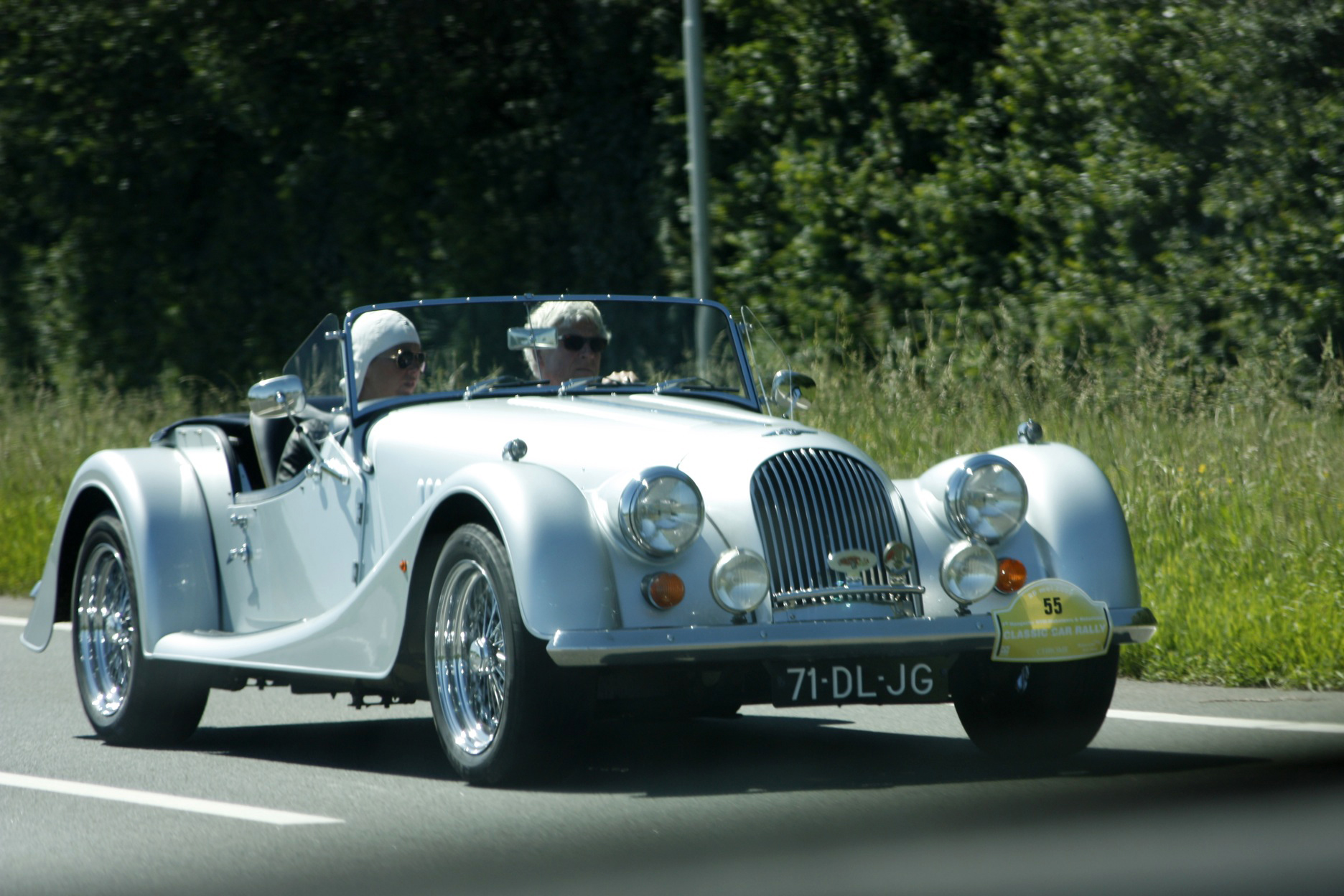